# Fernand Faniard
Fernand Faniard, artiestennaam van Fernand Smeets, (Sint-Joost-ten-Noode, 9 december 1894 – Parijs, 3 augustus 1955) was een Belgisch zanger, die bekendheid kreeg als heldentenor in Frankrijk.
Hij was zoon van “cafetier” Lambert Leopold Jules Steems en Maria Joseph Marguerite Fagniard. Fernands artiestennaam verwijst als eerbetoon naar de achternaam van zijn moeder.
Hij kreeg zijn muzikale opleiding aan het Koninklijk Conservatorium Brussel bij Laurent Swofs. Zijn stembereik was toen bariton. Hij was in die hoedanigheid ook te zien en te horen in de Koninklijke Muntschouwburg in Brussel. Hij verwisselde dat theater in 1926 voor de Vlaamse Opera in Antwerpen en liet zich door Tilkin Servais en Eric Audoin omscholen tot tenor. In 1928 verzorgde hij een gastoptreden bij de Opera van Monte Carlo. Hij zou er tot 1934 regelmatig terugkeren. Andere optredens vonden plaats in Parijs, Marseille, Lyon, Toulouse, Nice en Rouen. Hij kwam een enkele keer terug in het Munttheater, maar bijvoorbeeld ook in Luik. Hij zong in Parma, maar ook in Algiers en Oran. In 1951 zong hij in Straatsburg mee in de Franse première van de opera Mathis der Mahler van Paul Hindemith.
Volgens Robijns was zijn stem niet geliefd in Italië vanwege een te klassieke stemvoering. In 1929 trad hij op in Schouwburg Casino in Den Bosch. Zijn stem is enkele plaatopnamen bewaard gebleven.
- Bibliothèque nationale de France: cb16221113m (data)
- International Standard Name Identifier: 0000 0000 4939 1090
- Library of Congress Control Number: nr95033063
- MusicBrainz: 7b155e6f-286f-4dee-bb02-aec1eeb2e319
- Virtual International Authority File: 51582462
- WorldCat: E39PBJc3J4h4bt3y9YFpvGD8YP